# Oakland Zoo
Koordinaten: 37° 45′ 0,1″ N, 122° 8′ 48,6″ W
Oakland Zoo ist ein zoologischer Garten in Oakland, Kalifornien.
Der 1922 von Henry A. Snow gegründete Zoo ist seit 1939 in Knowland Park, einem rund 212 Hektar großen Areal im Südosten Oaklands angesiedelt. Er beherbergt mehr als 440 einheimische und exotische Tierarten, wobei der Zoo traditionell um eine naturnahe Haltung bemüht ist. Eine besondere Attraktion des Zoos ist der 2005 fertiggestellte „Valley Children’s Zoo“, eine Einrichtung für Kinder, deren Bau zugleich die größte Renovierungs- und Ausbaumaßnahme in der Geschichte des Zoos darstellt.
Betrieben wird der Zoo seit 1982 von der East Bay Zoological Society, einer Non-Profit-Organisation mit Sitz in Oakland.

## Geschichte

### Gründung und erste Jahre
Der Naturforscher, Großwildjäger und Sammler Henry A. Snow gründete den Zoo im Jahr 1922. Erster Standort war das Areal zwischen 19th Street and Harrison Street in Downtown Oakland, dem heutigen Geschäftsviertel Oaklands.
Zur Unterstützung des Zoos gründete Henry A. Snows Sohn Sidney im Jahr 1936 die Alameda County Botanical and Zoological Society, eine Vorläuferorganisation der heutigen Betreibergesellschaft East Bay Zoological Society.  
Nachdem der Zoo mehrmals seinen Standort gewechselt hatte, bezog er 1939 sein heutiges Quartier. Dieses Areal wurde im April 1948 unter Joseph P. Knowland, dem damaligen Vorsitzenden der California State Park Commission in einen State Park umgewandelt. Im Jahr 1950 schließlich wurde der Park zu Ehren Knowlands in Joseph Knowland State Arboretum and Park (zumeist kurz „Knowland Park“) umbenannt.

### Erste Ausbauphase und Wendepunkt 1982
Unter der Leitung von William Penn Mott Jr., dem damaligen Geschäftsführer der City Parks Commission, wurde der Zoologische Garten zwischen 1957 und 1961 verbessert und ausgebaut. Erste größere Baumaßnahme war die Errichtung eines neuen Elefantenhauses für die damalige Summe von 15.000 US-Dollar. 1965 kam der von Lutz Ruhe geleitete „Baby Zoo“ sowie die Landschaft „African Veldt“ hinzu, 1975 die Landschaft „Australian Outback“ und 1980 eine Anlage für Tiger.
Im Jahr 1982 übertrug die Stadt Oakland der East Bay Zoological Society die Bewirtschaftung des Zoos. Als erster Direktor wurde William Penn Mott Jr. eingesetzt, der eine weitere Phase des Wachstums und der strukturellen Umgestaltung einleitete. Penn Mott entwarf einen Generalplan für die Zoo, stellte einen stellvertretenden Direktor ein, beauftragte die Einrichtung einer voll ausgestatteten Veterinärstation und ließ zahlreiche Renovierungsmaßnahmen am Zoo und dem Parkgelände vornehmen.

### Die Jahre von 1985 bis 2005
Im Jahr 1985 wurde Joel J. Parrott, der bisherige stellvertretende Direktor zum Nachfolger Penn Motts berufen. Dieser stellte einen sechsstufigen Entwicklungs- und Ausbauplan für die nächsten 20 Jahre auf.
Im Jahr 1987 wurde das „Oakland Zoo’s Education Department“ als Bildungseinrichtung für Schüler- und andere Besuchergruppen geschaffen. Im selben Jahr wurde der Bau einer neuen Anlage für Mantelpaviane abgeschlossen, zwei Jahre später der einer Anlage für Schimpansen. 1989 wurde ein neues Elefantengehege eingeweiht. Diese Anlage mit dem Namen „Mahali Pa Tempo“ (Swahili für „Ort der Elefanten“) wurde räumlich größer ausgelegt und dem natürlichen Lebensraum der Elefanten nachempfunden.
In den Jahren 1991 und 1992 folgten neue Anlagen für Gibbons („Gibbon Island“) und Löwen („Simba Pori“, Swahili für „Land der Löwen“). 1996 wurde eine Anlage für Malaienbären eingeweiht. Im April 1998 öffnete das sogenannte „African Village“, ein Dorfareal nach Vorlage eines ostafrikanischen Kikuyu-Dorfes, in dem verschiedene Tierarten der afrikanischen Savanne zu besichtigen sind und auf dessen Fläche über 75 Pflanzenarten Süd- und Ostafrikas angesiedelt sind.
Im Jahr 1999 wurde ein neues Bildungszentrum eröffnet und zwei Jahre später der Eingangsbereich des Zoos grundlegend umgestaltet. Im Herbst 2001 wurde eine neue Anlage für Totenkopfaffen eingeweiht und das Tigergehege umgebaut und erweitert.

### Valley Children’s Zoo
Im Jahr 2005 wurde mit dem „Valley Children’s Zoo“ das größte Bauprojekt in der Geschichte des Oakland Zoo abgeschlossen. Das rund 1,2 Hektar große Gelände enthält zahlreiche interaktive Angebote für Kinder. Ein Streichelzoo sowie überdimensionale Schlangen und Gräser sollen die Natur für Kinder erlebbar machen. Auf Wegen und Wänden sind Insektennachbildungen aus Metall zu entdecken.